# 神經發炎
神經發炎（英語：Neuroinflammation）指的是神經組織的發炎。造成這種發炎的原因有多種，包括感染、創傷性腦損傷、精神疾病有毒代謝產物、或是自體免疫。而在中樞神經系統（CNS，包括大腦及脊髓與末支疼痛）內的小膠質細胞是可由這些因素激活的常駐先天免疫細胞。中樞神經系統因為周圍免疫細胞通常被血腦屏障 (blood–brain barrier，BBB，由星形膠質細胞和內皮細胞組成的特殊結構）所阻斷，而成為免疫豁免區。然而循環的周圍免疫細胞穿越受損的BBB，遇到表達主要組織相容性複合體分子的神經元和神經膠質細胞，而使免疫反應永久化。雖然反應受到啟動的緣故是為保護中樞神經系統，讓其免受感染因子的侵害, 但影響是產生毒性以及廣泛的發炎，導致白血球進一步穿越BBB進入中樞神經系統。

## 原因
神經發炎被廣泛認為是種慢性中樞神經發炎，而非急性。急性發炎通常在中樞神經系統受到損傷後立即發生，特徵是有發炎分子存在、內皮細胞被激活、血小板沉積、和組織水腫。而慢性發炎是神經膠質細胞的持續激活和其他免疫細胞進入大腦的過程。慢性發炎通常與神經退化障礙有關聯。常見會導致慢性神經發炎的原因有：
- 有毒代謝產物
- 自體免疫
- 老化
- 微生物
- 病毒
- 創傷性腦損傷
- 脊髓損傷
- 空氣污染
- 二手菸

## 神經免疫反應

### 膠質細胞
小膠質細胞被認為是中樞神經系統內的先天免疫細胞。小膠質細胞會積極檢測其周遭環境，當神經損傷發生時，就會顯著改變細胞型態以作應對。大腦內急性發炎的特徵通常是膠質細胞被快速激活。在此期間, 並未有周圍免疫細胞反應。但長期發炎的結果會造成組織以及BBB弱化，導致小膠質細胞產生活性氧類，並釋放信號，召喚周圍免疫細胞產生發炎反應。
星形膠質細胞是大腦中數量最多的神經膠質細胞。它們負責維護和支持神經元，是BBB的重要組成部分。在大腦受到損傷（如創傷性腦損傷）後，星形膠質細胞會因為為由受損神經元或激活的小膠質細胞所釋放的信號而被激活。一旦激活後，星形膠質細胞可能會釋放各種生長因子並發生形態變化。例如在中樞神經損傷發生後，星形膠質細胞會形成由蛋白聚醣基質組成的膠質瘢痕，阻礙軸突再生。但最近的研究顯示，膠質瘢痕並非有害，實際上反而有益於軸突再生。

### 細胞因子
細胞因子是種對發炎、細胞信號傳送、以及各種細胞過程（如生長和存活）有調節作用的蛋白質。趨化因子是細胞因子的子集，功能為調節細胞遷移，例如引導免疫細胞移轉到受感染或是損傷的部位。大腦中的各種細胞，如小膠質細胞、星形膠質細胞、內皮細胞、和其他神經膠質細胞會產生細胞因子和趨化因子。生理學上，趨化因子和細胞因子的功能是調節發炎和其發展的調節劑。然而當神經發炎發生的時候，細胞會持續釋放細胞因子和趨化因子，而損害到BBB。周圍免疫細胞受到這些細胞因子召喚，而會穿過受損的BBB而進入損傷部位，而進入大腦。這類細胞因子中，常見的包括：白細胞介素-6 (IL-6)（由星形膠質細胞增生而產生）、白細胞介素-1β（IL-1β）、和腫瘤壞死因子α（TNF-α，會誘導神經元細胞毒性）。雖然促炎細胞因子會導致細胞死亡和繼發性組織損傷，但仍為修復細胞所需。例如TNF-α在神經發炎的早期會引起神經毒性，但在發炎後期會促進組織生長。

## 周圍免疫反應
BBB是由內皮細胞和星形膠質細胞組成，在大腦和循環血液之間形成屏障的結構。從生理上講，這可保護大腦免受血液中潛在有毒分子和細胞的傷害。星形膠質細胞形成緊密連接，因此可嚴格調節得以通過BBB而進入組織液的任何物質。傷害發生後，會導致發炎因子（如趨化因子）持續釋放，BBB因此會受到損害，讓血液成分和周圍免疫細胞得以穿過。先天和後天的免疫反應細胞如巨噬細胞、T細胞、以及B細胞會進入大腦。這會加劇大腦的發炎狀況，導致慢性神經發炎和神經退化障礙。

## 創傷性腦損傷
創傷性腦損傷（TBI）是由於頭部受到重擊而產生的腦外傷。TBI之後，有修復和退化性兩種機制會導致炎症狀況。在受傷發生的幾分鐘內，促炎細胞因子被釋放。Il-1β是種可加劇TBI引起的組織損傷的細胞因子，會對大腦的重要組成造成顯著損傷（包括BBB在內）。Il-1β導致DNA碎裂和細胞凋亡，與TNF-α一起作用，會造成BBB損害和白血球浸潤。腦震盪之後人腦內受激活的免疫細胞密度會增加。

## 脊髓損傷
脊髓損傷（SCI）可分為三個獨立階段：在損傷發生後數秒至數分鐘為原發期（或稱急性期），在損傷發生後數分鐘至數週為繼發期，在損傷發生後數月至數年為慢性期。原發期SCI是由脊髓受到壓縮，或是橫斷所引起，導致谷氨酸興奮性中毒、鈉和鈣離子失衡、和自由基損傷。神經元細胞凋亡和神經髓鞘受損（脫髓鞘疾病）導致損傷部位發炎，神經退化障礙。接著會導致繼發期SCI，症狀包括水腫、脊髓薄壁組織空洞化、反應性膠質細胞增生和永久性功能喪失的可能性。
在SCI誘導的發炎期間，幾種促炎細胞因子，包括IL-1β、誘導型一氧化氮合酶 (iNOS)、γ-干擾素 (IFN-γ)、IL-6、介白素23和TNFα會被分泌，激活局部小膠質細胞並吸引各種免疫細胞（如初始骨髓源性巨噬細胞）。這些活化的小膠質細胞和巨噬細胞在SCI的發病機制中發揮作用。
巨噬細胞浸潤損傷部位的中心後，會從M2表型轉到到類M1表型（參見巨噬細胞極化）。M2表型與抗發炎因子如白細胞介素IL-10家族、白細胞介素-4和白細胞介素-13相關，有助於傷口治癒和組織修復。然而類M1表型與促炎細胞因子和活性氧類相關, 會助長損傷和發炎。由受傷部位的損傷形成的髓磷脂碎片等因素已被證明會誘導M2表型轉變為M1表形。M2表形巨噬細胞數量減少，和M1表形巨噬細胞數量增加與慢性發炎有關聯。短期發炎對於清除損傷部位的細胞碎片很重要，但慢性、長期的發炎會導致細胞進一步死亡，和受傷部位的損傷擴大。

## 老化
老化通常與認知障礙和增加罹患神經退化障礙（如阿茲海默症）的傾向有關聯。升高的發炎指標會加速大腦老化。在老化但沒疾病的大腦中，促炎細胞因子的水準會緩慢增加，而反促炎的細胞因子水準會降低。而在老化過程中，抗炎和促炎細胞因子之間的穩態失衡，是增加神經退化障礙風險的因素之一。此外，老化大腦中活化的小膠質細胞數量增加，而把主要組織相容性複合體類分子(MHC II)、離子鈣結合銜接子分子1(IBA1)、蛋白質CD86、ED1巨噬細胞抗原、CD4受體、和蛋白酪氨酸磷酸酶C型受體的表達增加。這些活化的小膠質細胞降神經元在海馬體中進行長期增強 (LTP) ，而降低形成記憶的能力。

## 在神經退化障礙中的作用

### 阿茲海默氏症
歷來阿茲海默氏症 (AD) 的患者腦部有兩個主要特徵：神經纖維纏結和澱粉樣蛋白斑塊。神經纖維纏結是不溶性Tau蛋白聚集體，而澱粉樣蛋白斑塊是細胞外β澱粉樣蛋白沉積物。當前在AD病理學中的思考則是除這兩個典型特徵之外，顯示有很大部分的神經退化是由神經發炎所引起。在AD患者死後解剖，發現大腦內有大量激活的小膠質細胞。目前的想法是受發炎細胞因子激活的小膠質細胞不能吞噬β澱粉樣蛋白，而導致斑塊積聚。ref name="malu Alzheimer's">Frank-Cannon TC, Alto LT, McAlpine FE, Tansey MG. . Molecular Neurodegeneration. November 2009, 4: 47. PMC 2784760 . PMID 19917131. doi:10.1186/1750-1326-4-47.</ref>此外，AD患者的發炎細胞因子白細胞介素1族中的IL-1β 上調，並與突觸素減少和隨之而來的突觸損失有關聯。發炎與AD疾病進展相關的進一步證據是規律服用非類固醇抗發炎藥 (NSAID) 的患者在4年的隨訪評估中，與服用安慰劑對照組比較，受到發作保護的程度達到67%。升高的發炎標誌顯示與大腦加速老化有關，這可能可為與AD相關腦區的神經退化提供解釋。

### 帕金森氏症
有關帕金森氏症發展，主要的假設就包括神經發炎。這個假設的第1階段始於消化道，有大量患者在發病前均有便秘的情況。。消化道內的發炎反應可能在α-突觸核蛋白 (α-Syn) 聚集和錯誤折疊中發揮作用，這狀況是帕金森氏症病理學的特徵。好菌與壞菌在消化道內維持平衡時，壞菌會留在消化道內。然而，但當菌群失調發生後，壞菌侵襲腸道，產生發炎反應。發炎反應讓α-Syn發生錯誤折疊，在神經元間轉移，然後進入中樞神經系統。腦幹容易受到發炎的影響，而進入第2階段，症狀包括睡眠障礙和抑鬱。進入假設的第3階段，發炎影響黑質（大腦中產生多巴胺的細胞)，然後這種病症的動作不協調特徵在患者身上出現。帕金森氏症的第4階段是大腦中規範執行功能和記憶的區域發炎，而產生的障礙。支持這種假設的證據是在第3階段，患者無認知缺陷，但有動作不協調的情況，表示患者的大腦皮質已經有發炎的現象。這表明神經發炎可能是帕金森氏症發病的前兆。

### 多發性硬化症
多發性硬化症是年輕人中最常見的致殘性神經系統疾病。它的特點是脫髓鞘疾病和神經退化，會導致常見的認知缺陷、肢體無力、和疲勞等症狀。在這種病症中，發炎細胞因子破壞BBB，而讓周圍免疫細胞遷移進入中樞神經系統。當免疫細胞進入中樞神經系統時，B細胞和漿細胞會產生抗體，攻擊保護神經元的髓鞘，將其弱化，並減緩神經元的傳導作用。此外，T細胞會通過BBB進入中樞神經系統，被抗原呈遞細胞激活而攻擊髓鞘。同樣具有弱化髓鞘和減緩神經元傳導的作用。與其他神經退化障礙類似，活化的小膠質細胞會產生發炎細胞因子，讓發炎擴大。已有證明，抑制小膠質細胞能把多發性硬化症的嚴重程度降低。

## 作為治療標的

### 藥物治療
由於神經發炎與多種神經退化性疾病有關，因此人們越來越關注是否把發炎減輕，而把神經退化逆轉。抑制如IL-1β的發炎細胞因子，可把神經退化障礙中的神經元損失減少。目前對多發性硬化症的治療藥物有干擾素-B--1a、Glatiramer acetate（商品名Copaxone）、和米托蒽醌，這些藥物可減少或抑制T細胞的活化，但有全身免疫受到抑制的副作用。對於阿茲海默症，使用NSAID可降低罹患這種疾病的風險。目前治療阿茲海默症的方法包括使用NSAID和糖皮質激素。NSAID的功能是阻斷前列腺素H2轉化為其他前列腺素 (PGs) 和血栓素 (TX)。前列腺素和血栓素是發炎介質，並會增加微血管通透性（參見血管通透性）。

### 運動
運動是預防和治療具有神經神經發炎特性疾病的有效方法。有氧運動被廣泛用於減少周圍系統的發炎。運動被證明可減少大腦中小膠質細胞的增殖，降低海馬體免疫相關基因表達，並減少發炎細胞因子（如腫瘤壞死因子-α）的表達。

## 進一步閱讀
- Maggi P, Macri SM, Gaitán MI, Leibovitch E, Wholer JE, Knight HL, Ellis M, Wu T, Silva AC, Massacesi L, Jacobson S, Westmoreland S, Reich DS. . Annals of Neurology. October 2014, 76 (4): 594–608. PMC 4723108 . PMID 25088017. doi:10.1002/ana.24242.